# Odznaka harcerska „Za Zasługę”
Odznaka harcerska "Za Zasługę" – harcerska odznaka honorowa.
Odznaka honorowa "Za Zasługę" wprowadzona została na terenie Królestwa Polskiego w maju 1916 i miała formę ażurowego medalu o średnicy 25 mm, zawieszonego na białej, trójkątnej wstążce. Po połączenia wszystkich organizacji harcerskich Odznakę "Za Zasługę" zmodyfikowano, nadając jej kształt eliptycznego medalu z lilijką otoczoną wieńcem laurowo-dębowym na awersie i napisem: za ZASŁUGĘ na rewersie o wymiarach 30x25mm, zawieszoną na trójkątnej wstążce w kolorze białym. Reprodukowany egzemplarz jest współczesną repliką.
Odznakę "Za Zasługi" nadawano członkom ZHP oraz osobom spoza harcerstwa za niezwykle dobre spełnienie obowiązku w chwili krytycznej lub za zasługi wybitne dla ruchu harcerskiego. Odznakę nadawał Przewodniczący ZHP na wniosek Rady Odznaki "Za Zasługi", wybieranej co trzy lata w składzie pięciu osób. 
Rozkazem Naczelnictwa ZHP L.13 z dnia 25 maja 1926 podano do wiadomości uchwałę VI Zjazdu Walnego ZHP, znoszącą wszelkie odznaki honorowe, uważając za niesłuszne odznaczanie pracy instruktorskiej.
Decyzją Zjazdu Walnego ZHP z kwietnia 1933 przywrócono odznakę honorową "Za Zasługę" dla członków współdziałających i osób spoza ZHP zasłużonych dla Związku.
W 1935 rozpisany został konkurs na nowy wzór odznaki. Nowy wzór Odznaki "Za Zasługi" wprowadzony został Rozkazem Naczelnictwa ZHP L.14 z dnia 16 października 1935. Posiadaczy Odznaki dawnego wzoru zobowiązano do wymiany jej na nowy wzór.
Odznaka "Za Zasługę" wz. 1935 miała formę metalowego, ściętego prostokąta z białą, emaliowaną lilijką na czerwonym emaliowanym tle, otoczoną wieńcem laurowo-dębowym i napisem "Za Zasługę".
Na podstawie danych opublikowanych w "Wiadomościach Urzędowych" wynika, że w okresie od 1 września 1921 do czerwca 1939 nadano 401 Odznak "Za Zasługę", z czego w poszczególnych latach:
- 1 IX 1921 - 31 XII 1922: 27
- 1923: 2
- 1924: 34
- 1925: 18
- 1926: 34
- 1927-1932: nie nadawano
- 1933: 5
- 1934: 10
- 1935: 63
- 1936: 88
- 1937: 10
- 1938: 41
- 1939: 69